# Phytoecia merkli
Phytoecia merkli là một loài bọ cánh cứng trong họ Cerambycidae.